# 濵ノ石政吉
濵ノ石 政吉（はまのいし まさきち、1907年 - 没年不明）は、昭和時代の大相撲力士。出羽海部屋所属。本名は山口 政喜。最高位は十両10枚目。

## 経歴
長崎県出身。出羽海部屋に入門し、1925年5月序ノ口に就く。徐々に番付を上げ、1932年1月に幕下上位に上がった。番付発表直後に起きた春秋園事件により大量の幕内、十両力士が脱退。事件の翌月、幕下上位の力士を幕内や十両に繰り上げた。濵ノ石もそのうちの一人で、東十両10枚目に上がった。しかし、2月場所は3勝5敗、3月場所は3勝7敗と負け越し、幕下に落ちた。四股名を「肥州洋」と改め再起を図ったが同年10月で廃業した。

## 改名
濵ノ石→肥州洋